# Bonnstan
Bonnstan är ett område med 116 kyrkstugor som ligger strax öster om landsförsamlingens kyrka i Skellefteå. Bonnstan ingår tillsammans med bland annat landskyrkan och Lejonströmsbron i riksintresset "Skellefteå sockencentrum" (AC 20 Skellefteå, västra delen) med motiveringen "Skellefteå sockencentrum, kyrkstad och marknadsplats vid den gamla kustlandsvägen, som berättar om platsens betydelse för bygdens kyrkliga, sociala och kommersiella liv sedan medeltiden". Bonnstan är sedan 1982 byggnadsminne. 
En av de äldsta kända skildringarna från Bonnstan ger Carl von Linné när han beskriver sitt besök i Skellefteå 1732: inwid kyrkian Siällefte, en oräknerlig hoop af huus, liksom en artig stad, med hwita skorstenar, bygd uthi 2:ne gator, med tvärgator bestående af 350 à 400 huus. De swarade mig att hvar bonde i socknen hade sitt huus, uthi hwilket han war om högtidesdagarna.
När den första kyrkstaden i Skellefteå uppstod är inte dokumenterat, men troligen fanns den i början av 1600-talet. Den har eldhärjats flera gånger; första gången 1672 och andra gången 1835. Då ödelades den helt. Den nya kyrkstaden byggdes därefter upp på nästan samma plats kring landsvägen, men lite längre från sockenkyrkan. Vid en större brand 1937 brann ett tiotal hus (inklusive sockenarresten) nordväst om torgplatsen ner. Efter detta omflyttades hus norr om genomfartsvägen för att återställa helhetsintrycket. Till Bonnstan hörde också ett område i norr med kyrkstallar, dessa har dock till största delen brunnit ned eller rivits. År 1970 brann ett hus. Vid den senaste branden 27 oktober 2012 brann två hus innehållande 16 kammare ner, men räddningstjänsten lyckades rädda omkringliggande hus från annat än mindre skador.